# 경화초등학교
경화초등학교는 대한민국 경상남도 창원시에 있는 공립 초등학교이다.

## 학교 연혁
- 1912년 9월 2일 - 사립 대정학교로 개교
- 1920년 6월 1일 - 진해공립보통학교로 전환
- 1938년 4월 1일 - 진해제3공립심상소학교(명칭 변경)
- 1941년 4월 1일 - 진해제3공립국민학교(명칭 변경)
- 1944년 4월 1일 - 진해경화공립국민학교로 교명 변경
- 1996년 3월 1일 - 경화초등학교로 교명 변경
- 2000년 11월 14일 - 경화종합학습관(체육관) 개관
- 2011년 3월 14일 - 인조잔디 운동장 개장식
- 2012년 9월 3일 - 100주년 기념 행사 및 경화 역사관 건립
- 2013년 5월 31일 - 스마트교실 구축
- 2017년 9월 20일 - 방송실 및 도서관 리모델링, 본관-신관 연결통로 공사

## 학교 상징
- 교목(校木) - 은행나무
- 교화(敎化) - 영산홍

## 참고 자료
- 경화초등학교 - 한국교육학술정보원 학교알리미